# Clark Fork (rzeka)
Clark Fork – rzeka w Stanch Zjednoczonych.
Rzeka wypływa z zachodnich stoków głównego grzbietu Gór Skalistych. Przepływa przez stany Montana oraz Idaho, uchodząc do jeziora Pend Oreille.